# Фрутланд (Ајова)
фрутланд (енгл. Fruitland) град је у америчкој савезној држави Ајова. По попису становништва из 2010. у њему је живело 977 становника.

## Демографија
Према попису становништва из 2010. у граду је живело 977 становника, што је 274 (39,0%) становника више него 2000. године.
| Група             | 2000.       | 2010.       |
| Белци             | 674 (95,9%) | 925 (94,7%) |
| Афроамериканци    | 0 (0,0%)    | 0 (0,0%)    |
| Азијати           | 2 (0,3%)    | 4 (0,4%)    |
| Хиспаноамериканци | 26 (3,7%)   | 43 (4,4%)   |
| Укупно            | 703         | 977         |